# Carl Emil Christiansen
Pour les articles homonymes, voir Christiansen.
Carl Emil Christiansen (né le 31 décembre 1937 à Esbjerg au Danemark et mort le 15 janvier 2018) est un ancien joueur international puis entraîneur de football danois, qui jouait au poste d'attaquant.
Ayant inscrit 112 buts en 313 matchs pour 11 ans de carrière dans le club danois du Esbjerg fB, il est connu pour avoir terminé meilleur buteur du championnat du Danemark lors de la saison 1962 avec 24 buts (à égalité avec Henning Enoksen).
En sélection avec l'équipe du Danemark, il a joué deux matchs internationaux et a inscrit un but.